# Millersburg (Ohio)
Millersburg è una località degli Stati Uniti d'America, capoluogo della contea di Holmes, nello Stato dell'Ohio.